# Otto Linnemann

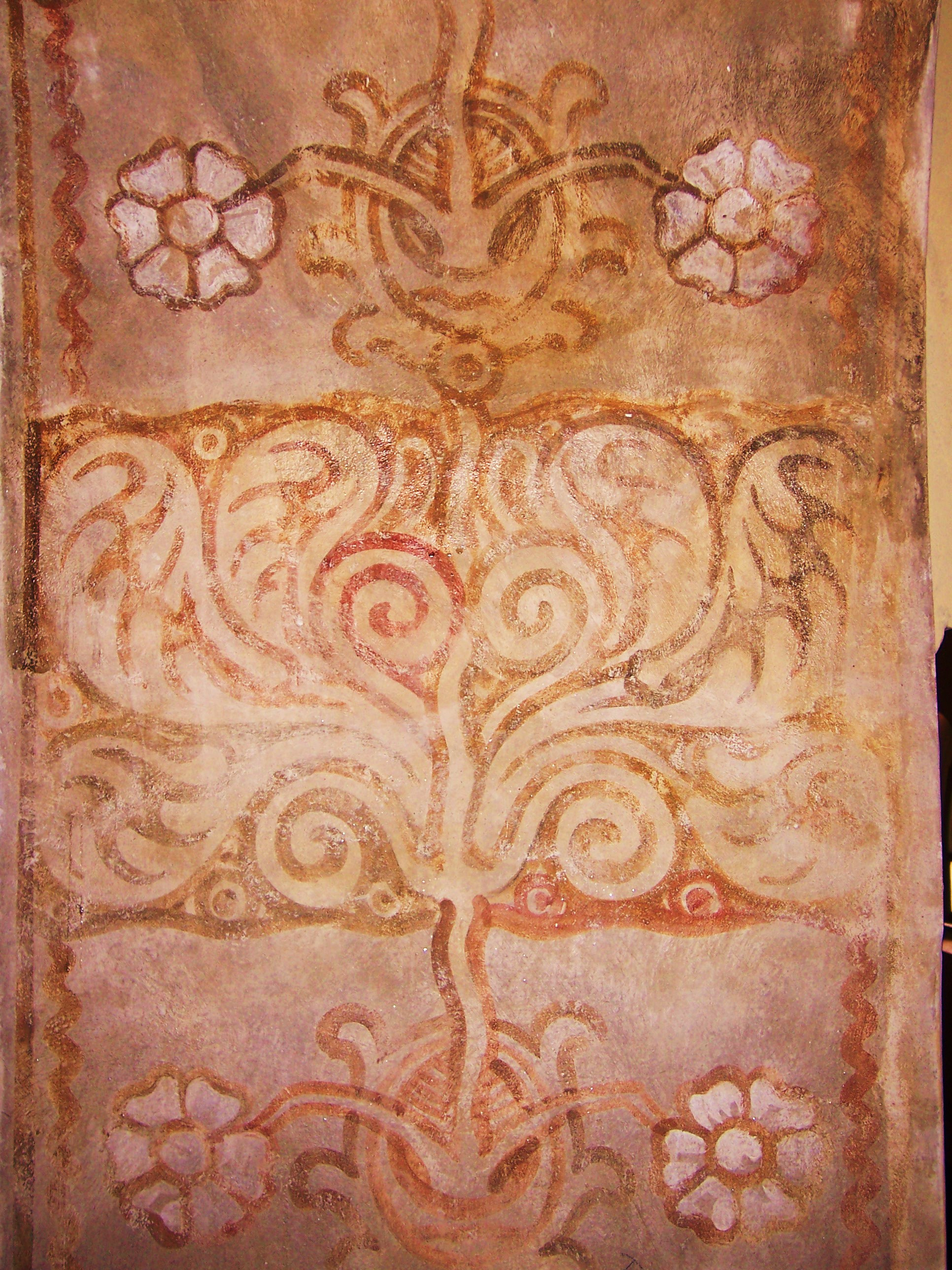
Detalj av ett måleriarbete i jugendstil av bröderna Linnemann

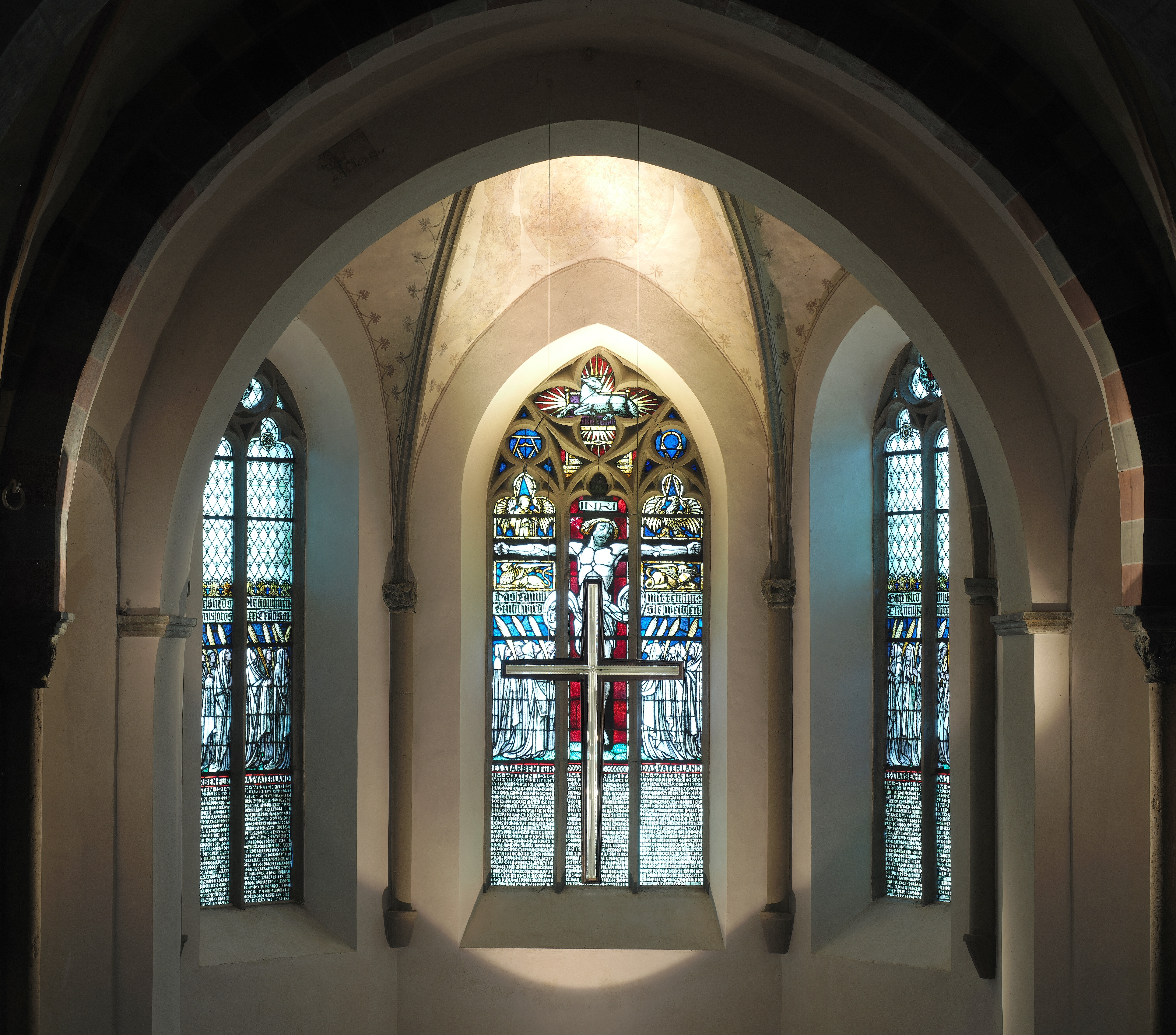
Korglasmåleri i Kristuskyrkan i Plettenberg, 1923

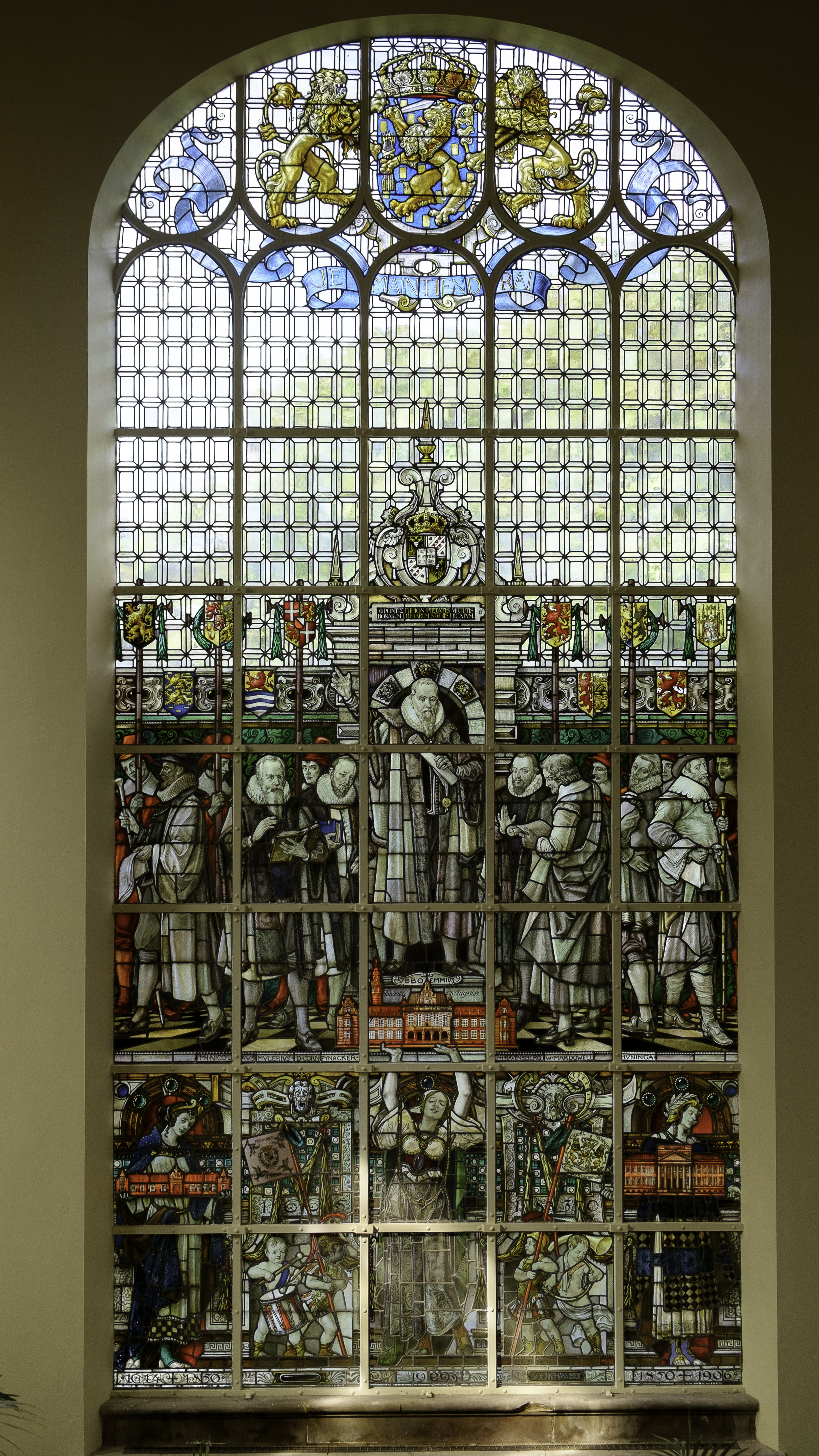
Målning i Akademibyggnaden i Groningen i Nederländerna

Otto Linnemann, född 26 april 1876 i Frankfurt am Main i Tyskland, död 9 december 1961 därstädes, var en tysk målare, som framförallt är känd för sina glasmålningar. 
Otto Linnemann var son till arkitekten och glasmålaren Alexander Linnemann (1839–1902) och yngre bror till glasmålaren Rudolf Linnemann (1874–1916). Han arbetade efter sin skolgång i sin fars ateljé och lärde sig där glasmåleriets hantverk. Han studerade också måleri vid Kunstakademie Düsseldorf, där han var elev till Peter Janssen (1906–1979) och Eduard Gebhardt. 
Åren 1906–1907 målade han i kyrksalen i Johanneskyrkan i Mainz. Han arbetade fram till dennes död 1916 ofta tillsammans med sin bror Rudolf. 
Han blev 1923 professor i arkitektoniskt måleri på Technische Universität Darmstadt och fortsatte i denna roll där till 1943.
Han utförde glasmålningar i ett stort antal byggnader, framför allt i kyrkor i Tyskland, men också utomlands i Luxemburg, Sankt Petri Kirke i Köpenhamn i Danmark, Kristine kyrka i Jönköping och Istanbul Haydarpaşa järnvägsstation i Istanbul i Turkiet. 